# پوئبلو ایست، تگزاس
پوئبلو ایست (به انگلیسی: Pueblo East) یک منطقهٔ مسکونی در ایالات متحده آمریکا است که در تگزاس واقع شده‌است. پوئبلو ایست ۰ نفر جمعیت دارد.